# Spirama retorta
Spirama retorta är en fjärilsart som beskrevs av Carl Alexander Clerck 1764. Spirama retorta ingår i släktet Spirama och familjen nattflyn. Inga underarter finns listade i Catalogue of Life.

## Bildgalleri

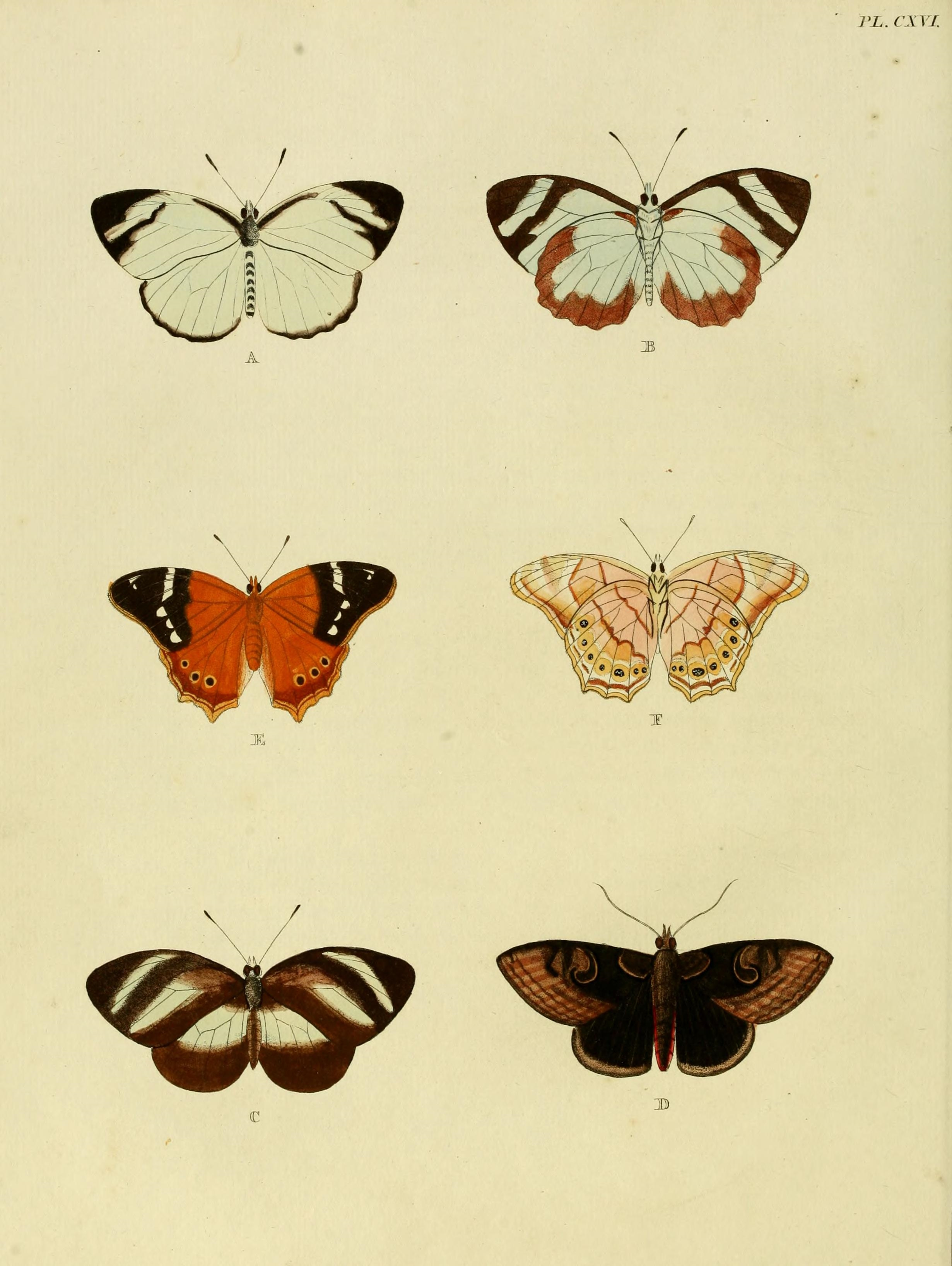
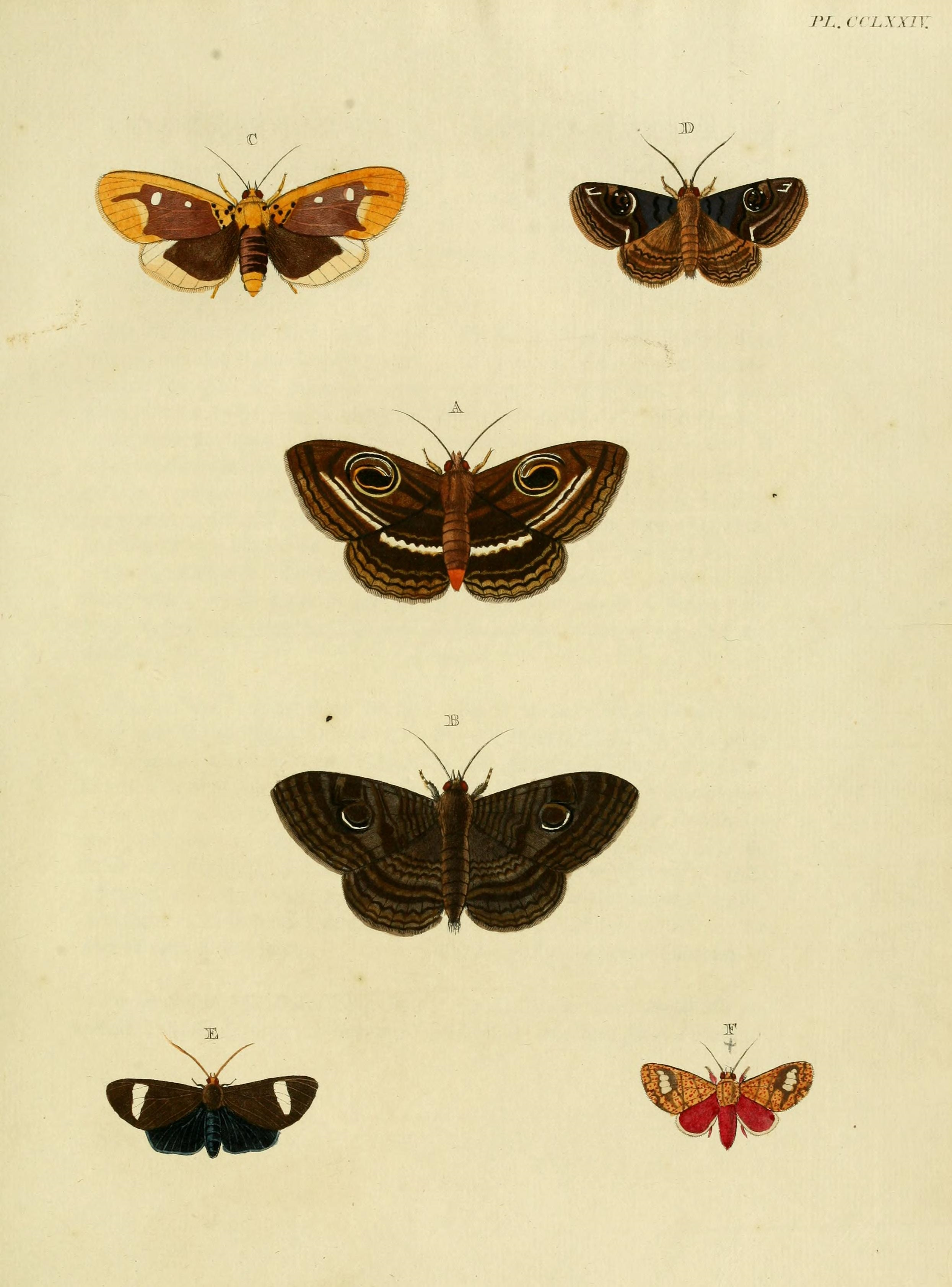
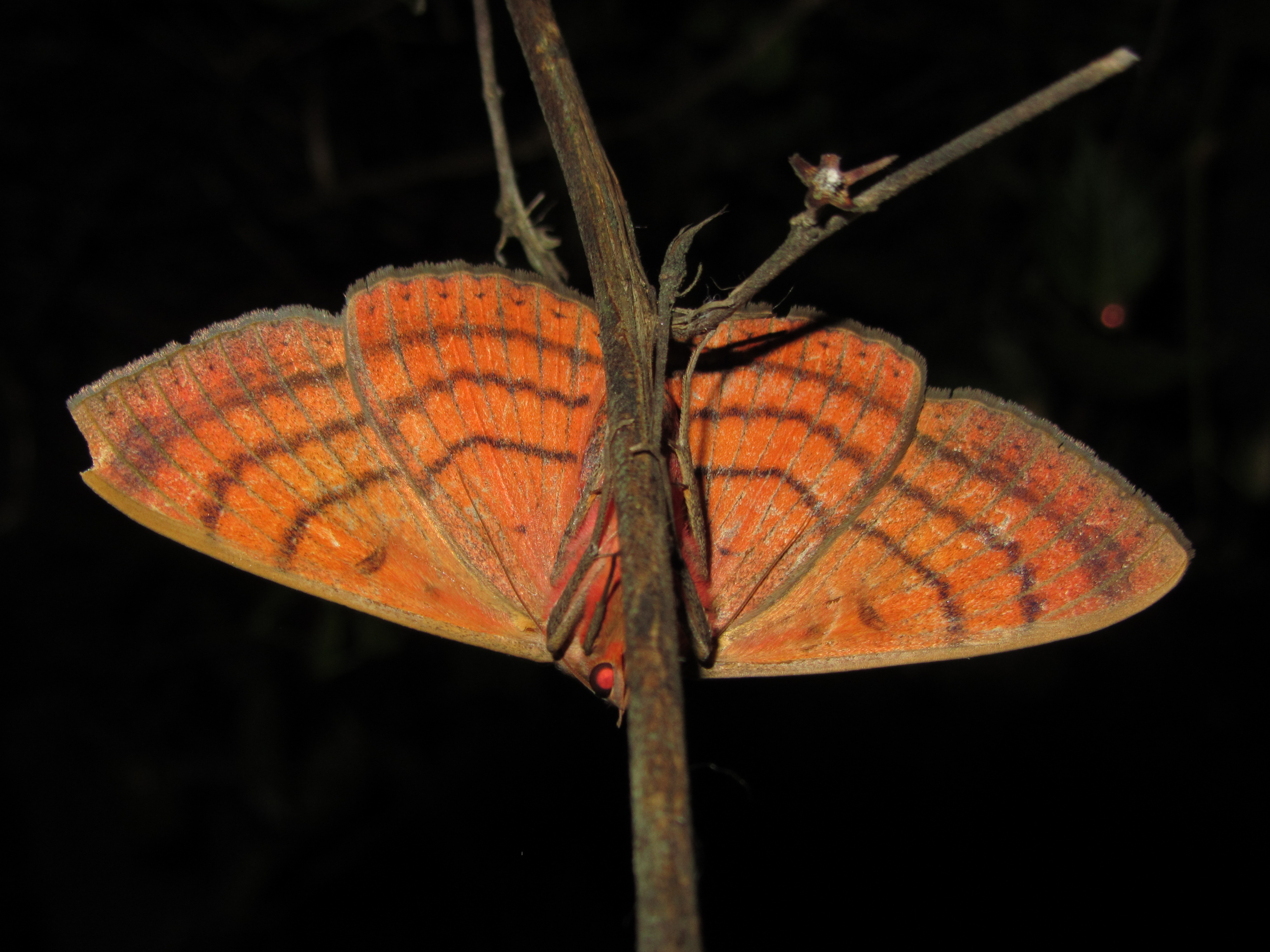
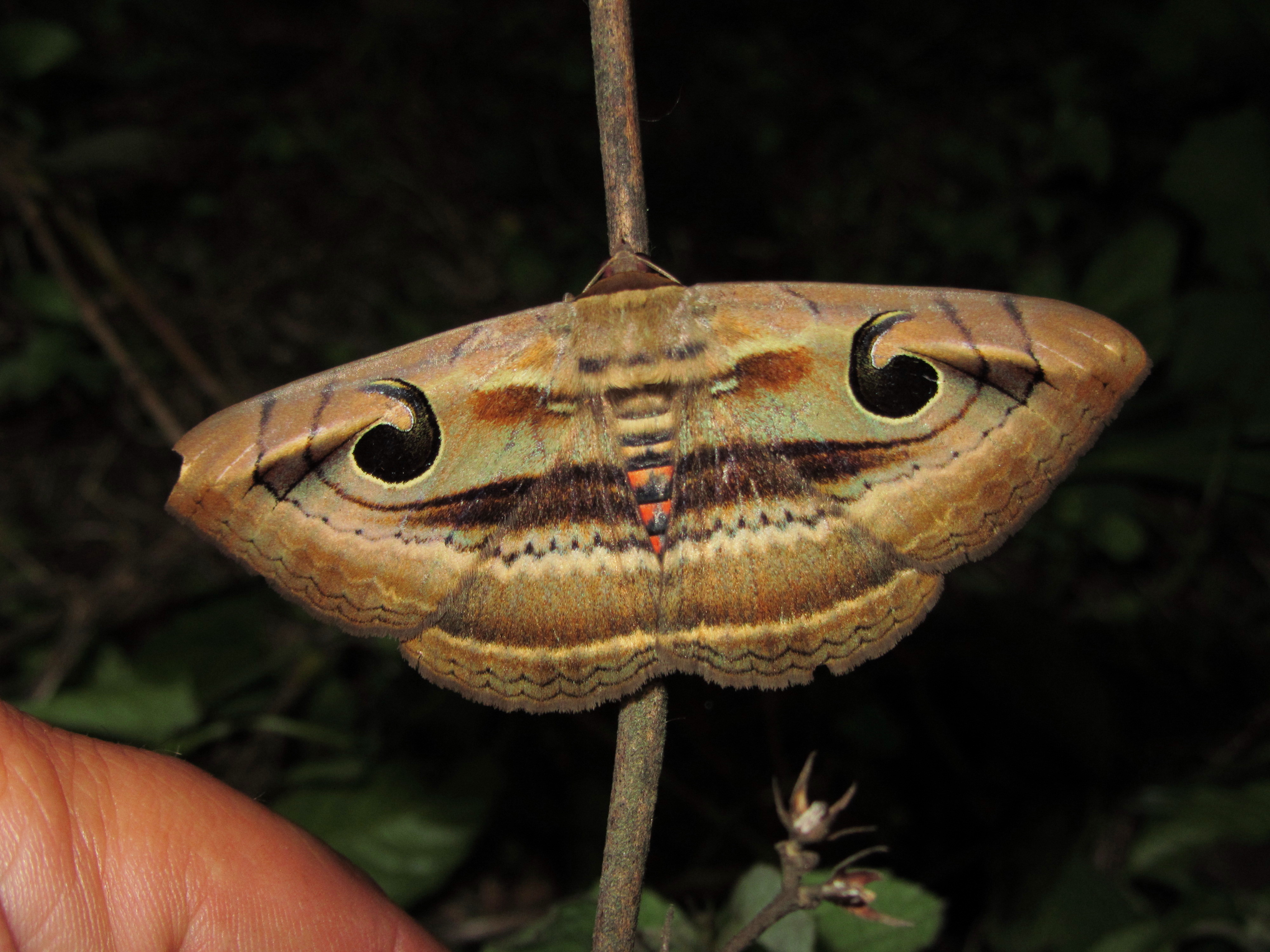